# بلشون أبيض العنق
بلشون أبيض العنق (باللاتينية: Ardea pacifica) ويسمى أيضاً ببلشون المحيط الهادئ هو نوع من طيور البلشونيات يتواجد معظمه في قارة أوقيانوسيا عند المناطق المائية العذبة والعشبية، كما يتواجد في بعض مناطق إندونيسيا وغينيا الجديدة ونيوزيلندا وتسمانيا ويظهر هذا الطير أثناء الربيع في موسم الفيضان، حيث يستفيد من الأمطار الهاطلة أثناء صغره.

## معرض صور

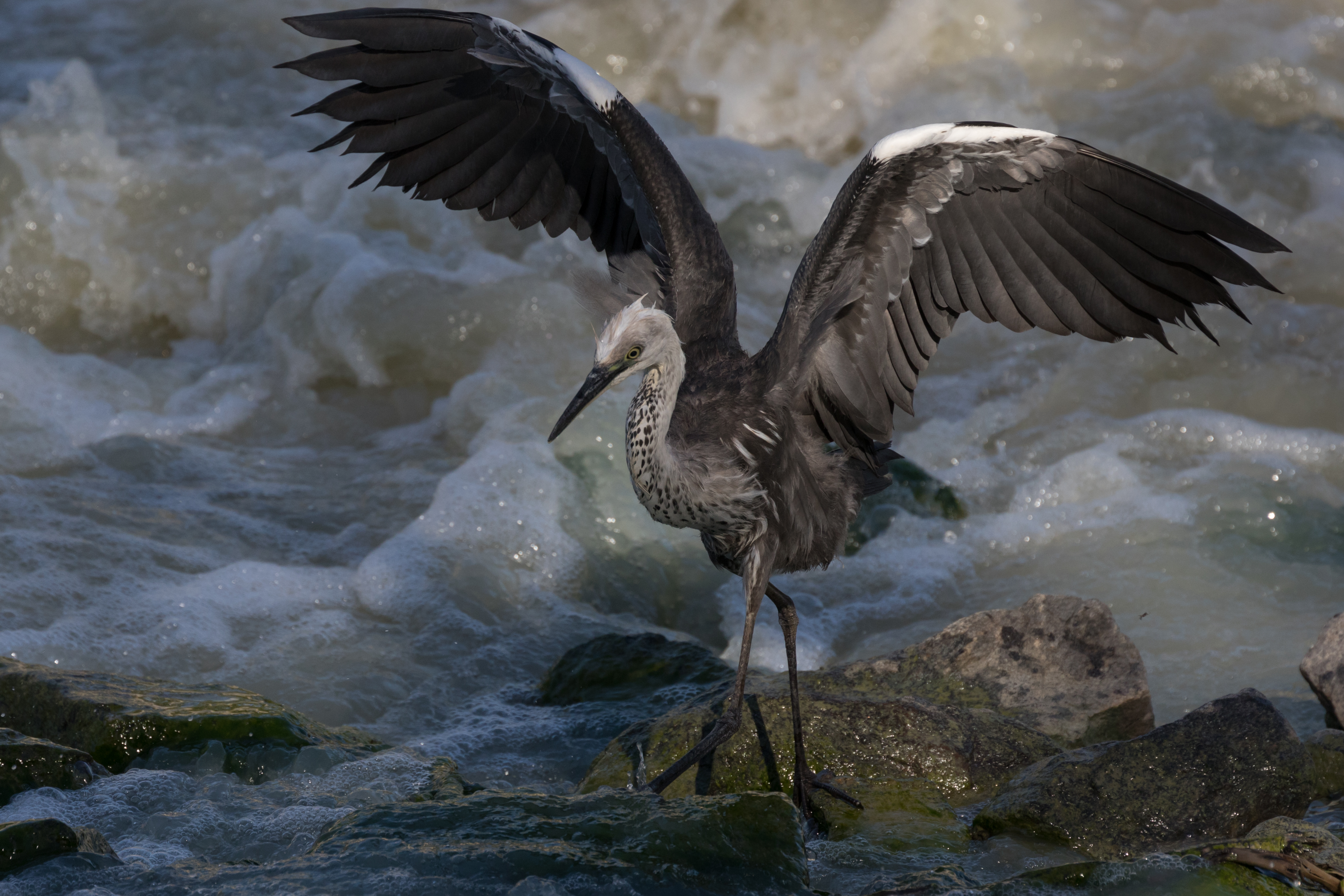
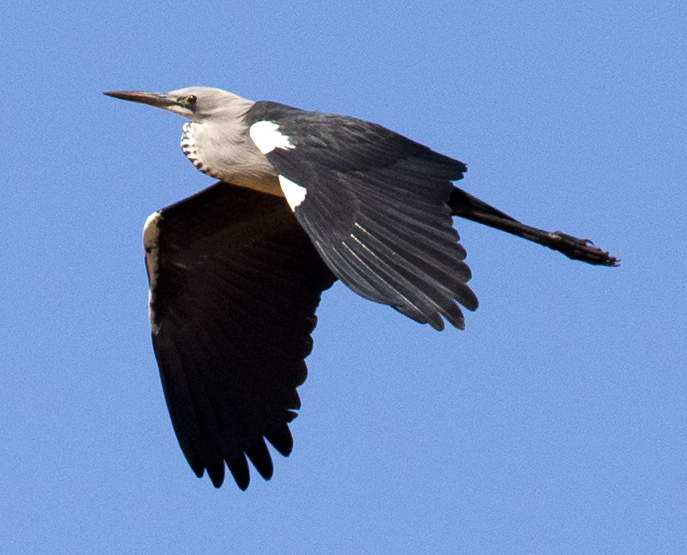
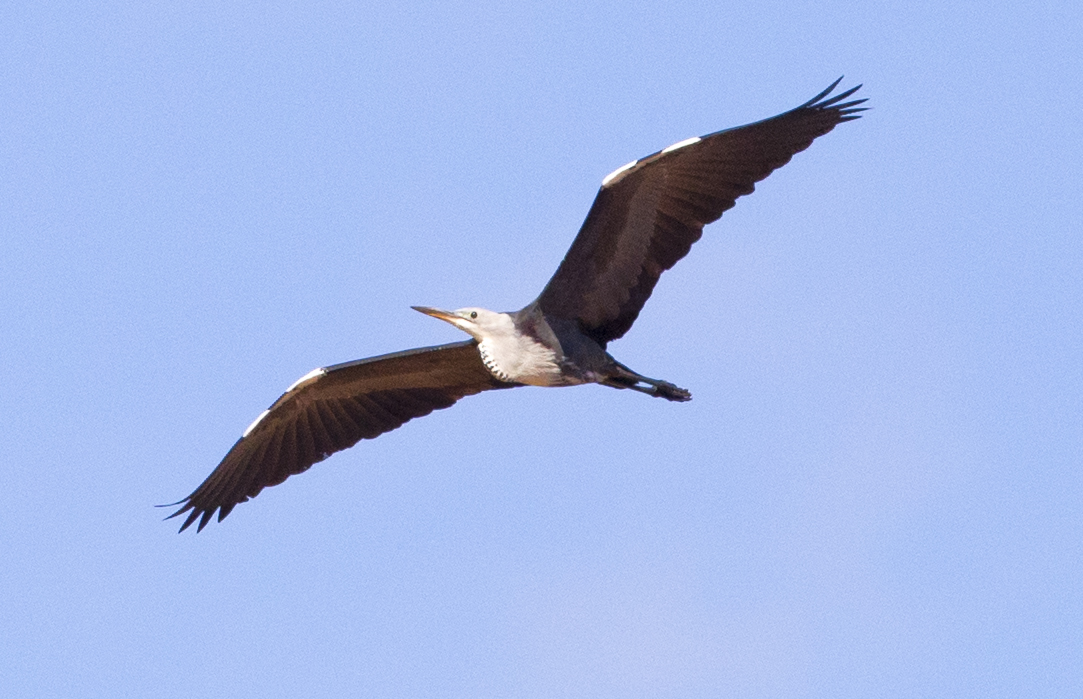
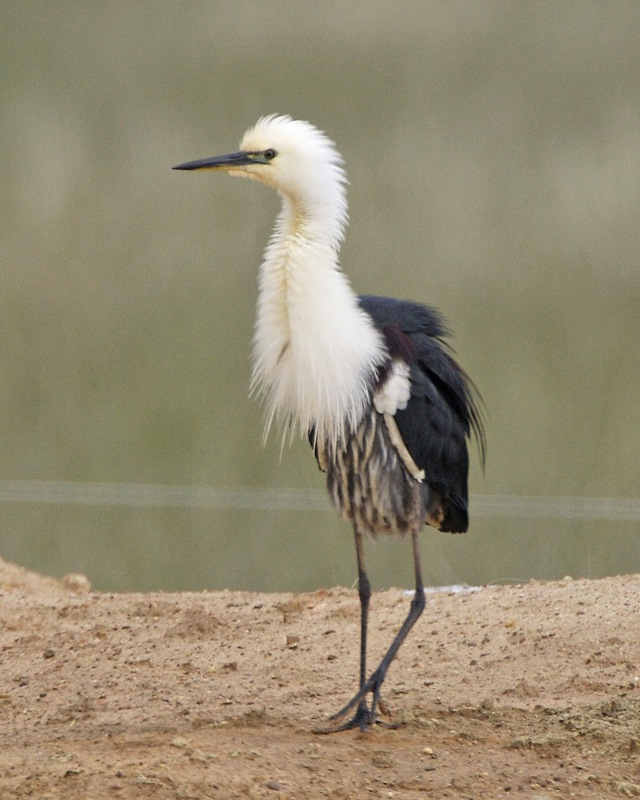